# Exapla

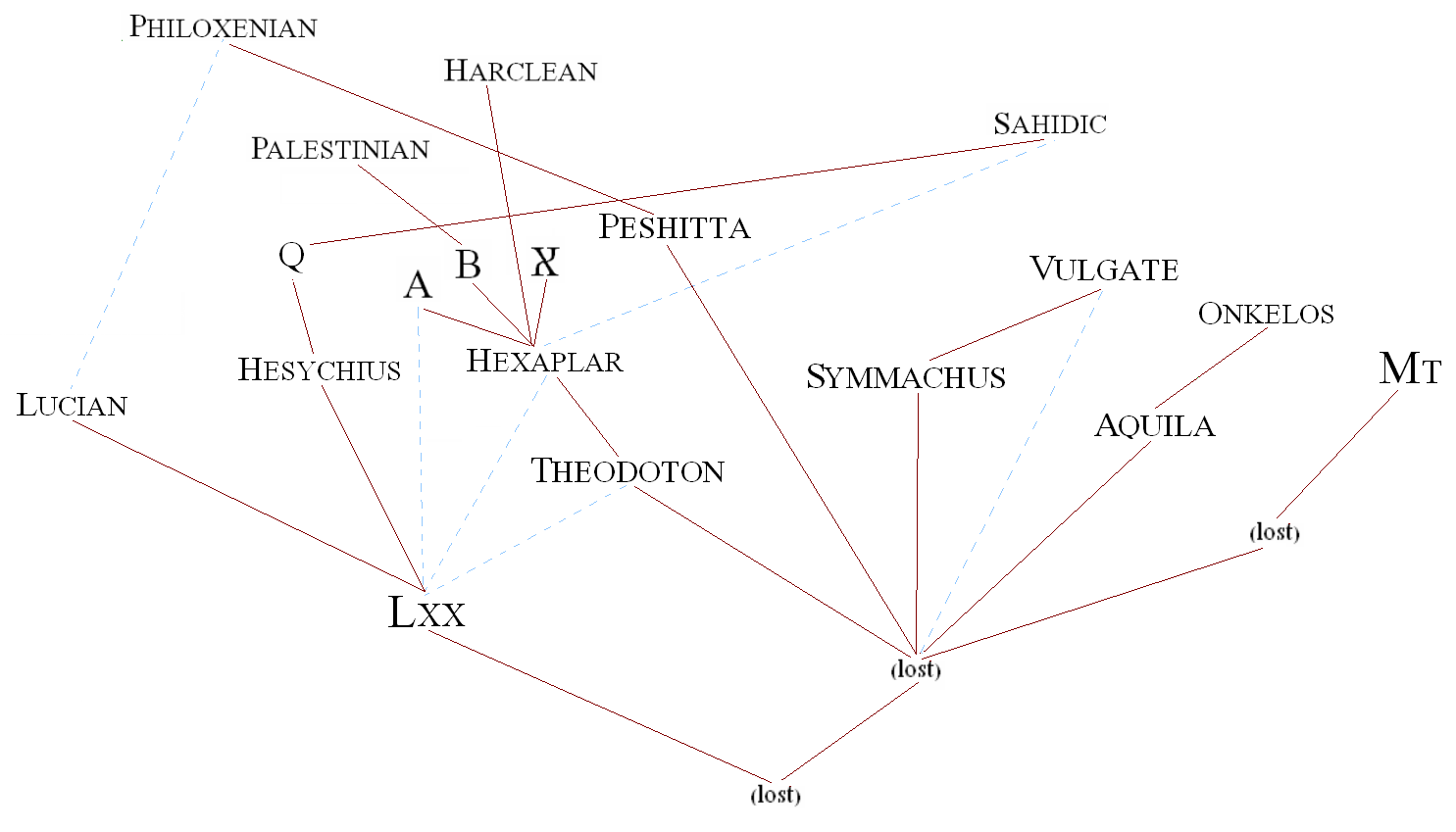
L'interrelazione tra varie, importanti versioni antiche del Vecchio Testamento (alcune identificate dalla loro sigla). LXX denota qui la Septuaginta originale.

La Exapla o Esapla (in greco antico: Ἑξαπλά?, Hexaplá, "sestuplo") è un'edizione esegetica del Vecchio Testamento compilata prima del 245 da Origene di Alessandria.
Il titolo indica che l'opera è costituita da "sei versioni" della Bibbia, che erano disposte parallelamente su sei colonne affiancate: 
1. il testo consonantico ebraico;
2. una traslitterazione in caratteri greci del testo ebraico, detta Secunda;
3. la traduzione greca di Aquila di Sinope (II secolo d.C.);
4. la traduzione greca di Simmaco l'Ebionita (tardo II secolo d.C.);
5. una versione critica della Septuaginta;
6. la traduzione greca di Teodozione (II secolo d.C.)[2].

Nel caso dei Salmi, l'edizione diventava un Octapla, cioè presentava altre due colonne con altrettante traduzioni supplementari.
Spesso citata nei primi tempi del cristianesimo, aveva lo scopo di porre fine alle controversie che sorgevano continuamente tra ebrei e cristiani circa l'interpretazione dei Testi sacri.
Si tratta di una vera e propria edizione critica della Bibbia redatta per offrire alle varie comunità un testo unitario ed attendibile, con un metodo non dissimile da quello filologico ellenistico, cui si richiamava anche per i segni con cui si indicavano parti notevoli o difficili del testo.
Vista la mole dell'opera, essa era disponibile in un solo esemplare ed era un lavoro di scuola a cui Origene fece da sovrintendente.

## La quinta colonna
La quinta colonna di Origene è una eclettica versione critica della Septuaginta nella quale:
- parole, frasi o in qualche caso sezioni più ampie della Septuaginta che non riflettono nessun sottostante testo ebraico sono contrassegnate con obeloi;
- le mancanze rispetto al testo ebraico sono colmate da interpolazioni segnalate da asterischi, tratte soprattutto dal testo di Teodozione[5].

Essa ha avuto una notevole influenza sui testi dell'Antico Testamento in molti importanti manoscritti, come il Codex Sinaiticus.
Ne esiste una traduzione in lingua siriaca del VII secolo, detta Siro-esaplare.

## I frammenti rimasti

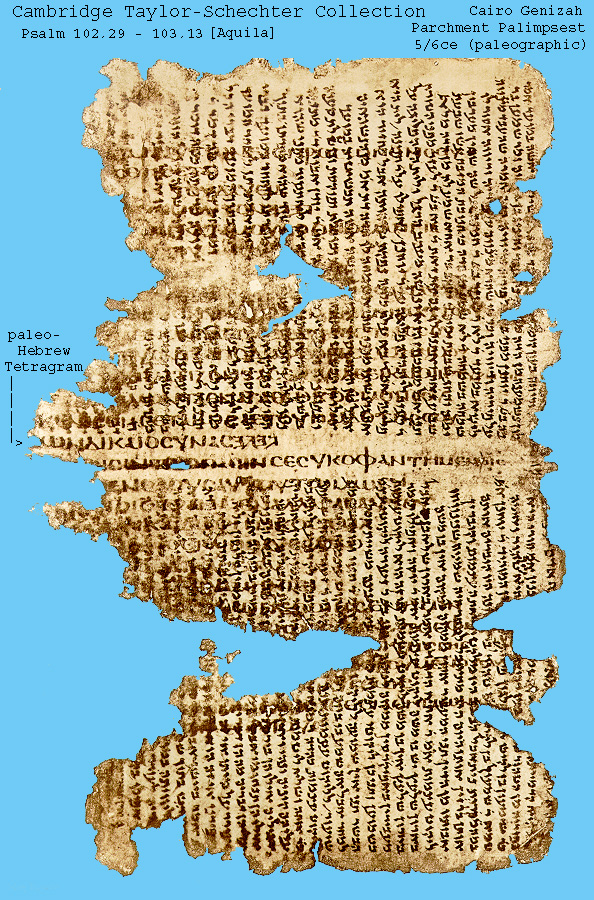
Frammento dell'Esapla con i Salmi 102 e 103 nella traduzione di Aquila.

L'opera originale è andata perduta nel VII secolo ma grazie a scrittori successivi se ne conosce il piano, i frammenti rimasti sono stati raccolti in diverse edizioni da Montfaucon (1714), Bahrdt (Lipsia, 1769) e Frederick Field (1875).
Attualmente una riedizione, arricchita con nuovi frammenti ritrovati successivamente, è curata da un gruppo internazionale di esperti della Septuaginta nel quadro del Hexapla Project.